# Theo d'Or
Theo d'Or is een Nederlandse toneelprijs. De prijs bestaat sinds 1955 en wordt jaarlijks uitgereikt door de Vereniging van Schouwburg- en Concertgebouwdirecties. De naam is een herinnering aan de fameuze Nederlandse actrice Theo Mann-Bouwmeester.

## Geschiedenis
Tussen 1955 en 2023 werd de Theo d'Or jaarlijks uitgereikt aan een vrouwelijke actrice voor de beste vrouwelijke hoofdrol gedurende een seizoen.  De prijs was de pendant van de Louis d'Or, de jaarlijkse prijs voor beste mannelijke acteur. De winnaars ontvangen een penning gemaakt door Eric Claus.  
Sinds 2024 worden de Theo d’Ors genderneutraal uitgereikt, in drie categorieën, met elk vier nominaties: 
- Theo d’Or voor de meest indrukwekkende acteerprestatie in een dragende rol
- Theo d’Or voor de meest indrukwekkende acteerprestatie in een bijdragende rol
- Theo d’Or voor de meest grensverleggende podiumprestatie.[2]

De Louis d'Or, de Arlecchino en de Colombina (de laatste twee voor ondersteunende rollen) worden niet meer uitgereikt sinds 2024.

## Gelauwerden 1955-2023
- 1955: Ank van der Moer
- 1956: Ida Wasserman
- 1957: Myra Ward
- 1958: Elisabeth Andersen
- 1959: Ida Wasserman
- 1960: niet uitgereikt[3]
- 1961: Ellen Vogel
- 1962: Anny de Lange
- 1963: niet uitgereikt[4]
- 1964: Ank van der Moer
- 1965: Annet Nieuwenhuijzen
- 1966: Elisabeth Andersen
- 1967: Anny de Lange
- 1968: Andrea Domburg
- 1969: Trins Snijders
- 1970: Christine Ewert
- 1971: Lies Franken

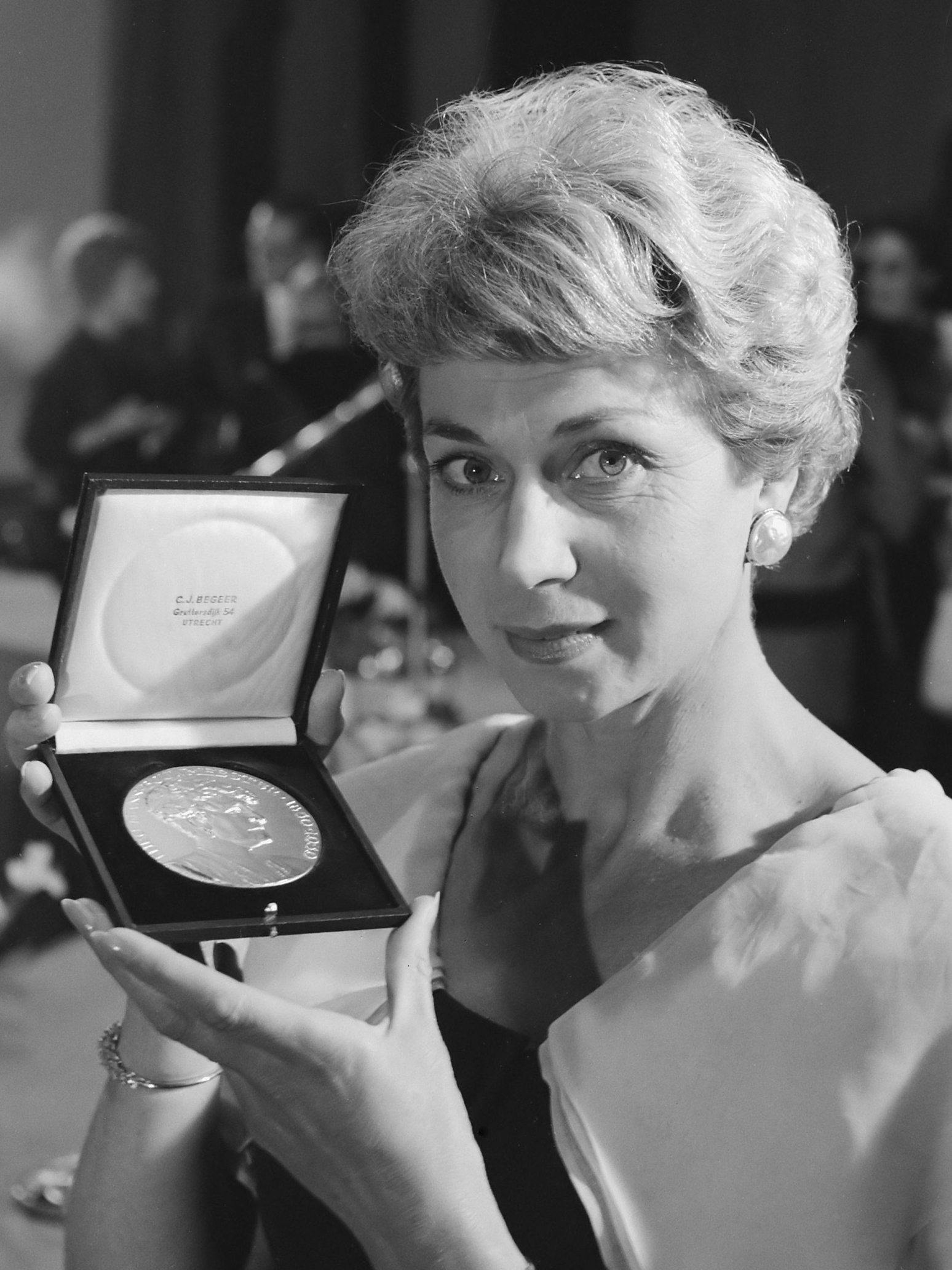
Theo d'Or 1962: Anny de Lange

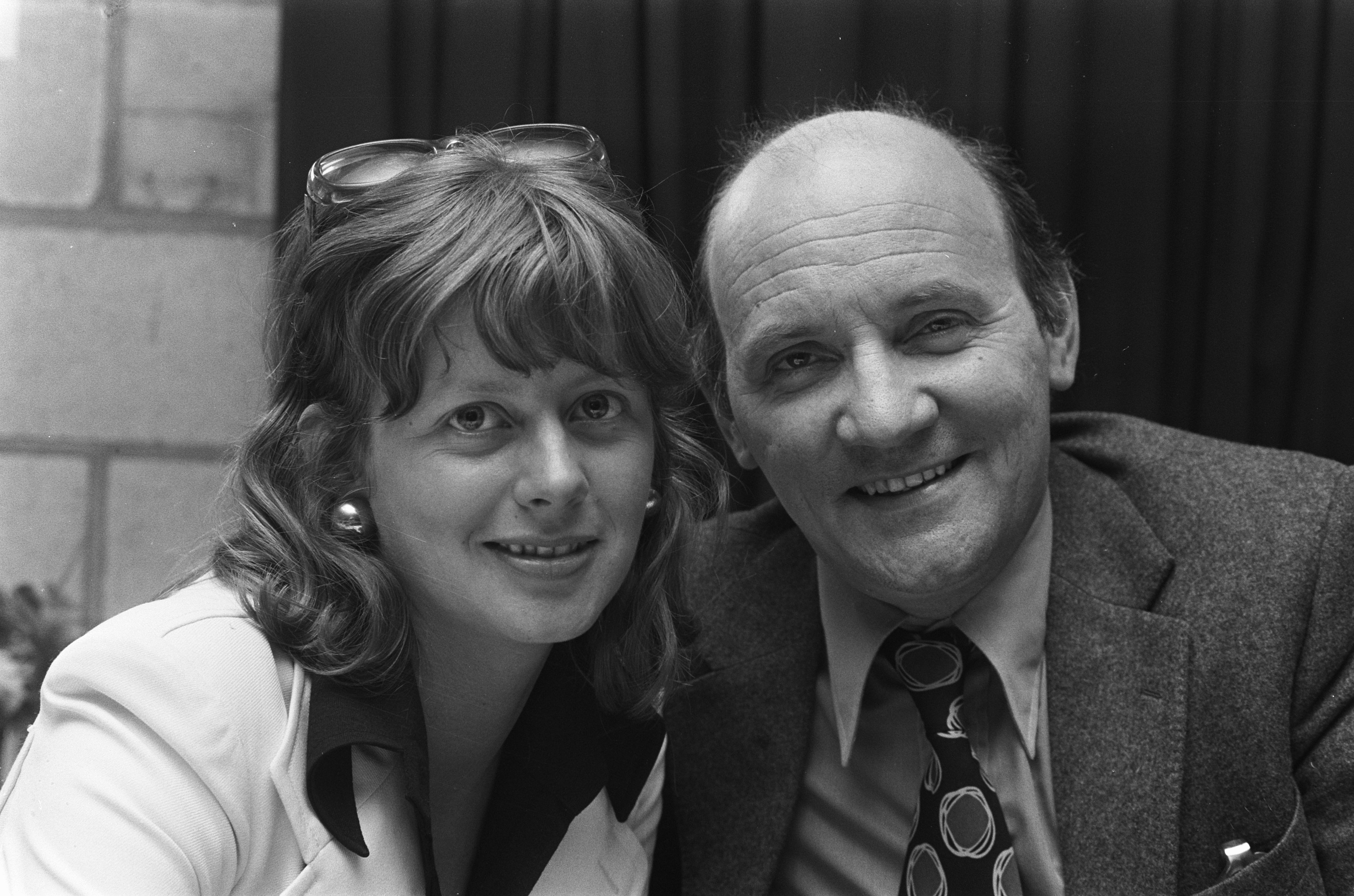
Theo d'Or 1973: Petra Laseur (l.)

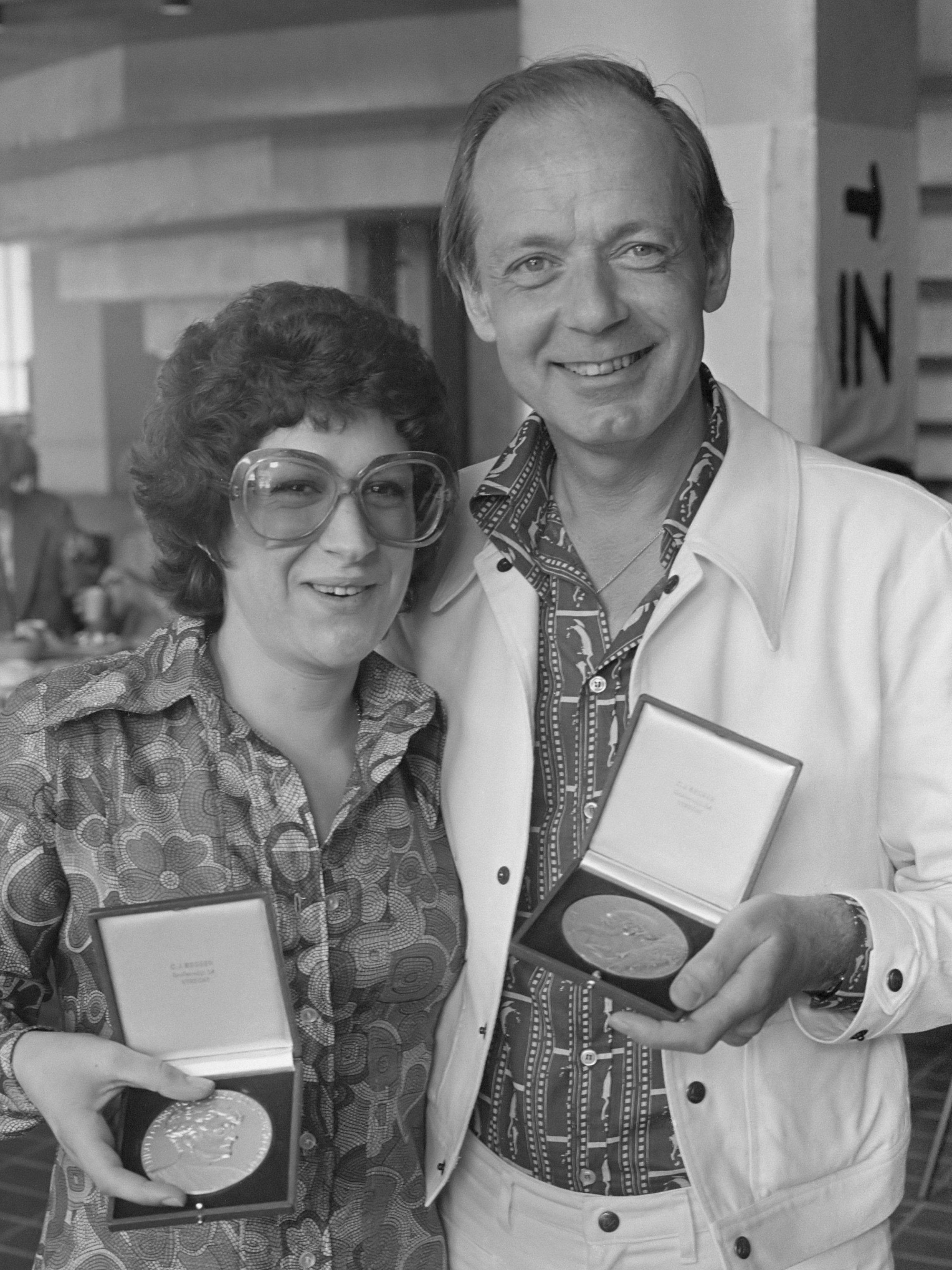
Theo d'Or 1974: Sacha Bulthuis (l.)

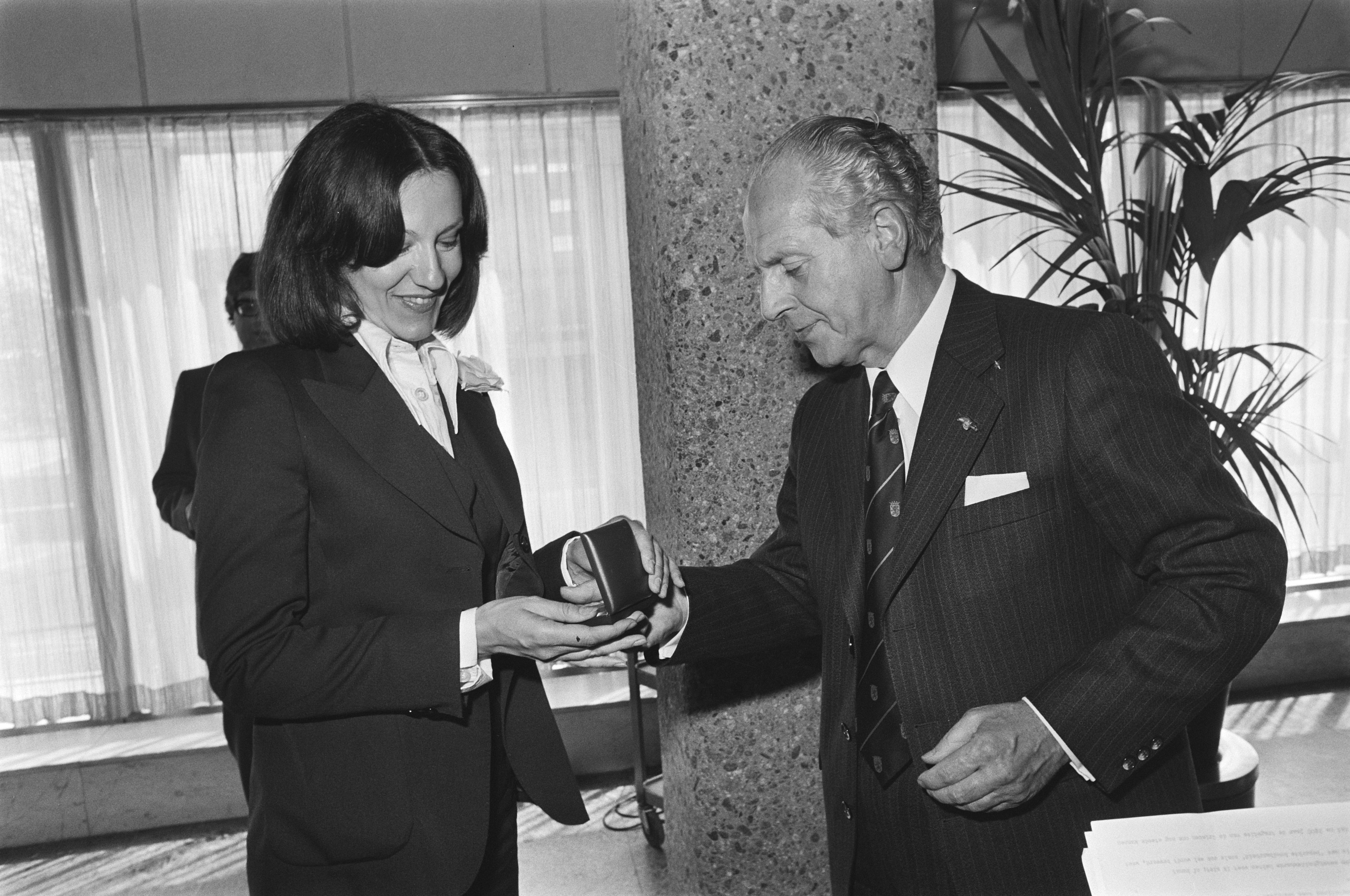
Theo d'Or 1976: Anne Wil Blankers (l.)

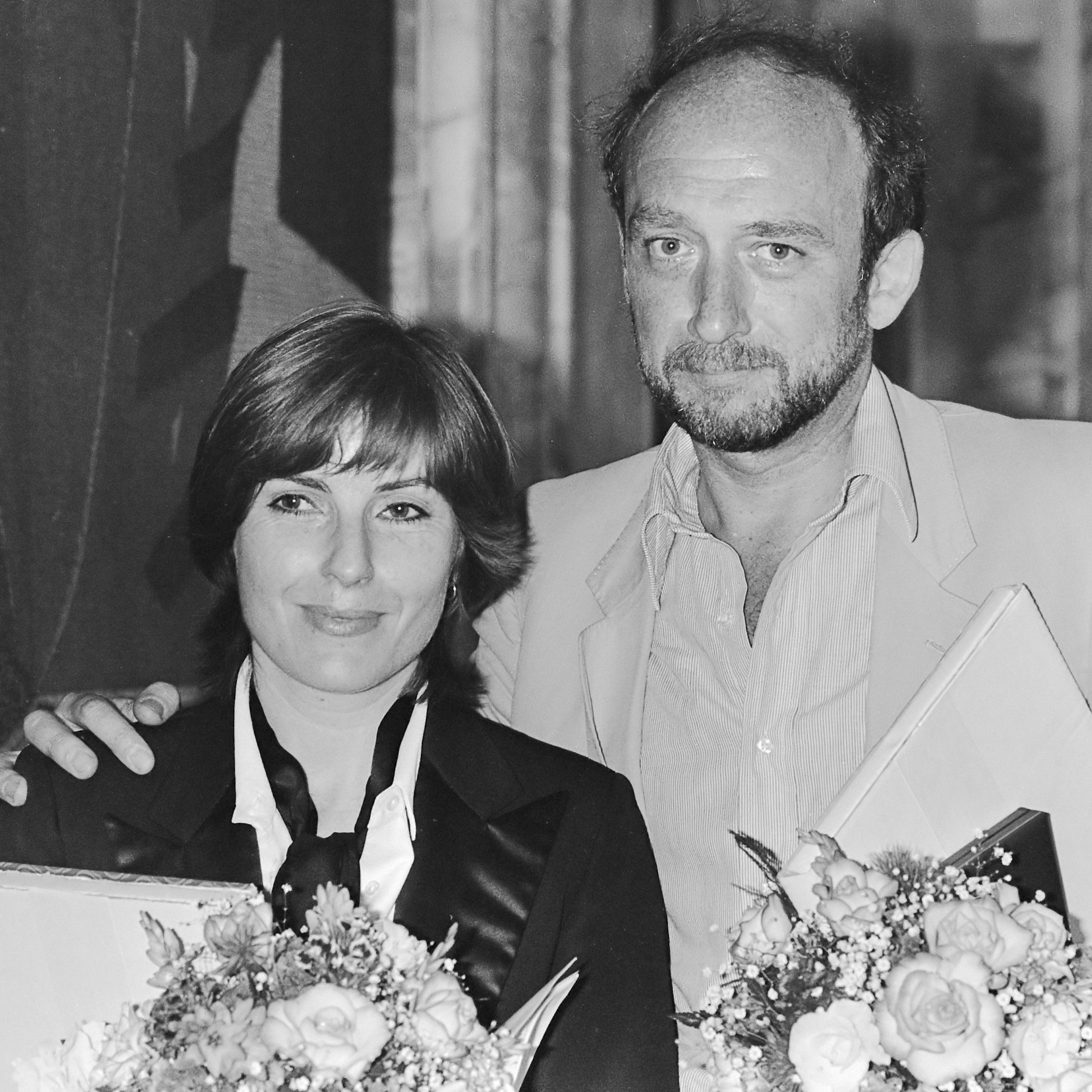
Theo d'Or 1980: Josée Ruiter (l.)

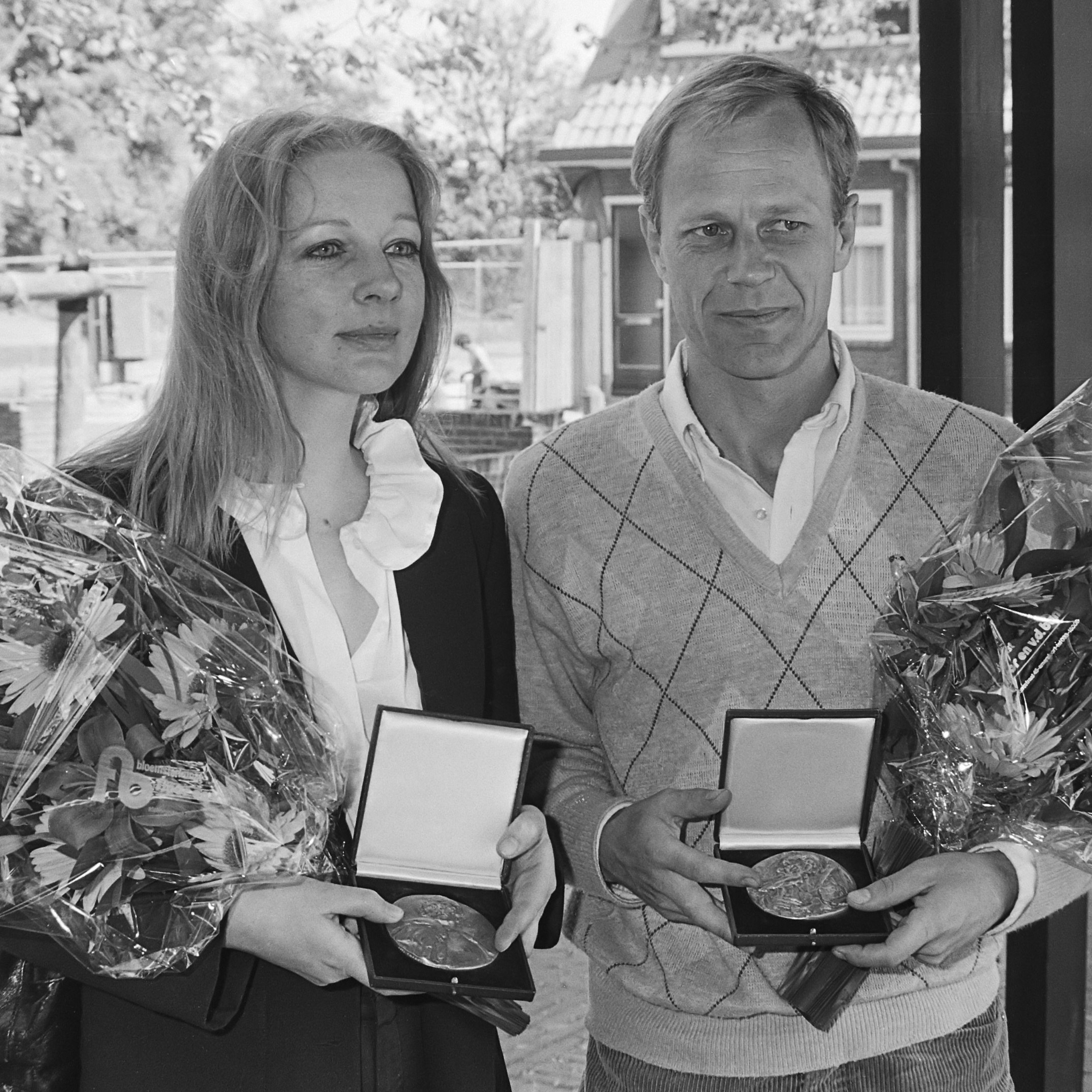
Theo d'Or 1982: Marjon Brandsma (l.)

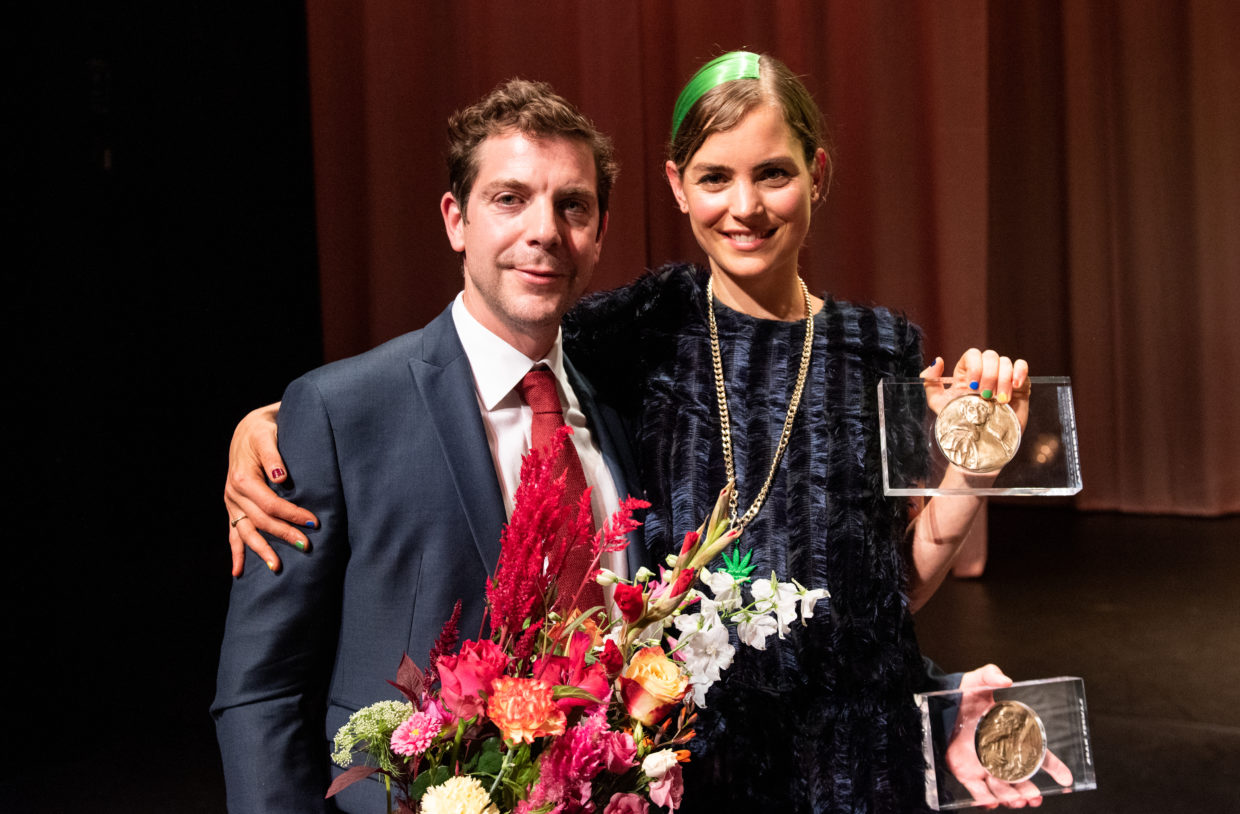
Theo d'Or 2019: Hannah Hoekstra

- 1972: Loudi Nijhoff (geweigerd) - (Clair-obscur (L'amante anglaise) van Marguerite Duras.)
- 1973: Petra Laseur
- 1974: Sacha Bulthuis
- 1975: Christine Ewert
- 1975: Annet Nieuwenhuijzen
- 1976: Anne Wil Blankers
- 1978: Mary Dresselhuys
- 1979: Caro van Eyck
- 1980: Josée Ruiter
- 1981: Petra Laseur
- 1982: Marjon Brandsma
- 1983: niet uitgereikt[5]
- 1984: Elisabeth Andersen
- 1985: Anne Wil Blankers
- 1986: Henny Orri
- 1987: Viviane De Muynck
- 1988: Sigrid Koetse
- 1989: Andrea Domburg
- 1990: Katelijne Damen
- 1991: Catherine ten Bruggencate
- 1992: Els Dottermans
- 1993: Sacha Bulthuis
- 1994: Anneke Blok
- 1995: Ilse Uitterlinden
- 1996: Sylvia Poorta
- 1997: Trudy de Jong
- 1998: Marlies Heuer
- 1999: Marieke Heebink
- 2000: Marie Louise Stheins
- 2001: Ria Eimers
- 2002: Betty Schuurman
- 2003: Ariane Schluter
- 2004: Ariane Schluter
- 2005: Bien de Moor
- 2006: Elsie de Brauw
- 2007: Will van Kralingen
- 2008: Chris Nietvelt
- 2009: Lineke Rijxman
- 2010: Maria Kraakman
- 2011: Elsie de Brauw
- 2012: Marlies Heuer
- 2013: Halina Reijn
- 2014: Abke Haring
- 2015: Marieke Heebink
- 2016: Wine Dierickx
- 2017: Romana Vrede
- 2018: Karina Holla
- 2019: Hannah Hoekstra
- 2020: Geen uitreiking vanwege de Coronacrisis in Nederland, wel één nominatie[6]
- 2021: Naomi Velissariou
- 2022: Hadewych Minis
- 2023: Mariana Aparicio

## Gelauwerden sinds 2024

### 2024
- meest indrukwekkende acteerprestatie in een dragende rol: Maria Kraakman, voor haar rol in Prima Facie van ITA Ensemble[7]
- meest indrukwekkende acteerprestatie in een bijdragende rol: Sharlee Daantje, voor hun rol in Het achtste leven (voor Brilka) van Theater Oostpool
- meest grensverleggende podiumprestatie: Princess Isatu Hassan Bangura, voor de voorstelling Great Apes of the West Coast van NTGent

## Meervoudig Gelauwerd
| # | Actrice              | Actrice          |
| - | -------------------- | ---------------- |
| 3 | Elisabeth Andersen   | 1958, 1966, 1984 |
| 2 | Ank van der Moer     | 1955, 1964       |
| 2 | Ida Wasserman        | 1956, 1959       |
| 2 | Anny de Lange        | 1962, 1967       |
| 2 | Annet Nieuwenhuijzen | 1965, 1975       |
| 2 | Petra Laseur         | 1973, 1981       |
| 2 | Anne Wil Blankers    | 1976, 1985       |
| 2 | Andrea Domburg       | 1968, 1989       |
| 2 | Sacha Bulthuis       | 1974, 1993       |
| 2 | Marlies Heuer        | 1998, 2012       |
| 2 | Marieke Heebink      | 1999, 2015       |
| 2 | Ariane Schluter      | 2003, 2004       |
| 2 | Elsie de Brauw       | 2006, 2011       |
| 2 | Maria Kraakman       | 2021, 2024       |

Aletta Jacobsprijs · Aletta van Nu Prijs · Anna Bijns Prijs · Colombina · Corrie Hermannprijs · Courbois-parel · Els Borst Netwerk Inspiratieprijs · Femme van het Jaar · Harriët Freezerring · Helena Rubinsteinprijs · Hilda van Suylenburg prijs · Johanna W.A. Naberprijs · Joke Smit-prijs · Kartiniprijs · Liesbeth van Dorsser Keusprijs · Liese Prokop-vrouwenprijs · Maria Tesselschadeprijs · Marie-Popelinprijs · Opzij Literatuurprijs · Opzij Top 100 -  Pieternel Rolprijs · Theo d'Or · Theo Mann-Bouwmeesterring · Theodora Niemeijer Prijs · Topvrouw van het jaar - De Triomf · Victorine Heftingprijs · Vrouw in de Media Award · Wilhelmina Druckerprijs · Women's Prize for Fiction · Zakenvrouw van het jaar · Zonta Award